# 7794 Sanvito
Sanvito (asteróide 7794) é um asteróide da cintura principal, a 1,9626071 UA. Possui uma excentricidade de 0,1472284 e um período orbital de 1 275,25 dias (3,49 anos).
Sanvito tem uma velocidade orbital média de 19,63326073 km/s e uma inclinação de 5,6745º.
Este asteróide foi descoberto em 15 de Janeiro de 1996 por Ulisse Munari, Maura Tombelli.